# Округ Монтгомери (Џорџија)
Округ Монтгомери (енгл. Montgomery County) је округ у америчкој савезној држави Џорџија.

## Демографија
По попису из 2010. године број становника је 9.123, што је 853 (10,3%) становника више него 2000. године.
| Група             | 2000.         | 2010.         |
| Белци             | 5.684 (68,7%) | 6.144 (67,3%) |
| Афроамериканци    | 2.253 (27,2%) | 2.397 (26,3%) |
| Азијати           | 16 (0,2%)     | 26 (0,3%)     |
| Хиспаноамериканци | 271 (3,3%)    | 480 (5,3%)    |
| Укупно            | 8.270         | 9.123         |